# Pierre Macq
Pierre Macq (Ganshoren, 8 de julio de 1930-17 de septiembre de 2013) fue un físico belga, el primer rector laico de la Universidad Católica de Lovaina (UCL) entre 1986 y 1995. Durante ese periodo, en 1991, fundó la Cátedra Hoover de ética económica y social en la Facultad de Ciencias Económicas, Sociales y Políticas. Era profesor emérito de la Facultad de Ciencias de la UCL.

## Biografía
Doctor en física, que obtuvo bajo la dirección de Guy Tavernier, Pierre Macq desarrolló su carrera científica en la Universidad de California en Berkeley, en la Commissariat à l'énergie atomique et aux énergies alternatives en Francia, en la Organización Europea para la Investigación Nuclear (CERN), en Suiza, y en el Ciclotrón de la UCL en Louvain-la-Neuve, donde coordinó su creación a finales de los años sesenta. Comenzó como profesor en la Facultad de Ciencias de la UCL, de la que luego fue decano y llegó a ser el primer rector laico de la Universidad. Dedicó su primer año como profesor emérito a enseñar física en Madagascar.
Su trabajo le valió varios premios y reconocimientos científicos, en particular el premio Francqui en 1973 por su trabajo en física nuclear experimental. Falleció el 17 de septiembre de 2013 a la edad de 83 años.